# Sphagnum rubellum
Espèce
La Sphaigne rubéole ou Sphaigne rougeâtre, (Sphagnum rubellum) est une espèce de plante dans la famille des Sphagnaceae.

## Liste des variétés
- Sphagnum rubellum var. flagellare
- Sphagnum rubellum var. flavum
- Sphagnum rubellum var. pallidoglaucescens
- Sphagnum rubellum var. purpurascens
- Sphagnum rubellum var. rubellum
- Sphagnum rubellum var. rubrum